# 전민공주
《전민공주》(全民公主)는 2013년 방영되었던 중국의 드라마이다.

## 소개
- 남자와 한 여자의 사랑을 그린 드라마

## 등장 인물
- 안이헌 - 저우샤오통 역
- 손예주 - 위자하오 역
- 저우웨이퉁 - 하민 역
- 이승현 - 화위은 역
- 하태봉 (Taifeng Xia) - 샹쑤시엔 역
- 파과 (巴戈) - 저우싱 역
- 유아진 (刘苡辰) - 뤄미 역
- 조성성 (赵胜胜) - 황주임 역
- 장가옥 (张佳莹) - 황징징 역
- 장한생 (张瀚生) - 뤄난 역
- 무자 (牟紫) - 니엔지에 역
- 팽보 (彭勃) - 윈윈 역
- 장모 (章玥) - 쑨샤오잉 역
- 왕이 (王怡) - 리뤄야 역
- 라자양 (来子旸) - 샤오위언 역
- 주가욱 (Jerry) - 샤오쯔하오 역